# Jerzy Sarnecki
Jerzy Sarnecki, född 7 juli 1947 i Warszawa i Polen, är en svensk-polsk forskare och professor i kriminologi. Han anlitas ofta som expert i kriminologi av svenska och internationella medier.

## Biografi

### Uppväxt och tidig karriär
Sarnecki är född i Warszawa i Polen. Han utbildade sig till gymnasieingenjör i lantmäteri och studerade en kortare tid på Tekniska Högskolan i Warszawa. Han utvisades tillsammans med sin familj från Polen 1969, som många andra, och kom till Sverige som asylsökande. Bakgrunden till flykten var enligt Sarnecki att det rådde "starka antisemitiska vindar" i Polen i slutet av 1960-talet. Han har uppgett att han, på grund av sin bakgrund, är för att "Sverige ska ha en generös flyktingpolitik, även om det medför stora påfrestningar".
Under tiden i Polen och efter ankomsten till Sverige arbetade han, parallellt med studierna, som ungdomsledare.
Efter filosofie kandidatexamen i sociologi vid Stockholms universitet antogs han till forskarutbildning. Under forskarutbildningen arbetade han som utredare för Stockholms kommun. År 1978 disputerade Sarnecki i sociologi med en avhandling om kommunala fritidsgårdar i Stockholm.
Under åren 1977–1993 var han anställd som forskare och sedermera utredningschef på Brottsförebyggande rådet, BRÅ.

### Från 1990-talet
År 1993 utnämndes Sarnecki av regeringen till professor i allmän kriminologi vid Stockholms universitet. Han efterträdde på denna tjänst Knut Sveri som var Sveriges första och på den tiden enda professor i kriminologi. Sarnecki var under sammanlagt åtta år prefekt för kriminologiska institutionen där han fortfarande forskar på deltid och bland annat leder "The Stockholm Life-Course Project".
Han är sedan 2012 även professor i kriminologi vid Högskolan i Gävle. Sedan 2015 undervisar Sarnecki på den nya polisutbildningen vid högskolan i Södertörn och från 2016 är han gästprofessor vid Mittuniversitetet.

### Ytterligare uppdrag
Sarnecki har bland annat haft uppdrag som ordförande för Nordiska Samarbetsrådet för Kriminologi, ledamot av Statens Institutionsstyrelses vetenskapliga råd, Kriminalvårdens vetenskapliga råd, ledamot i Humanistisk-samhällsvetenskapliga forskningsrådet (HSFR), ledamot i Regeringens barn- och ungdomsdelegation samt som expert i flera statliga utredningar.
För närvarande (2017) är han bland ledamot i Brottsförebyggande rådets vetenskapliga råd, ledamot i Regionala etikprövningsnämnden i Stockholm, ledamot av Stockholms Socialtjänstakademi och vice ordförande i Ulla Bondessons stiftelse. Sarnecki är en av initiativtagarna till och, sedan 2006 tillsammans med professor Lawrence Sherman, Wolfson Professor of Criminology at Cambridge University, ordförande i juryn för Stockholmspriset i kriminologi (Stockholm Prize in Criminology), världens största pris i kriminologi. Sarnecki är också ledamot i styrelsen för International Society for Criminology.
Sarneckis huvudsakliga forskningsområden är kriminologisk nätverksanalys och livsförloppskriminologi, men han har också publicerat arbeten om bland annat ungdomsbrottslighet, samhällets reaktion på brott, invandrare och brottslighet och om byråkrati. Han har även publicerat ett antal läroböcker i kriminologi, bland annat ”Introduktion till kriminologi” volym 1 och 2 (Studentlitteratur 2014 och 2015)
Sarnecki är också författare till boken Hilarys Historia. Samtal med Hilary Sarnecki 14 september 2007 – 12 augusti 2008 (Carlssons förlag 2013) som handlar om familjens liv i 1900-talets Europa.